# تلویزیون هوشمند

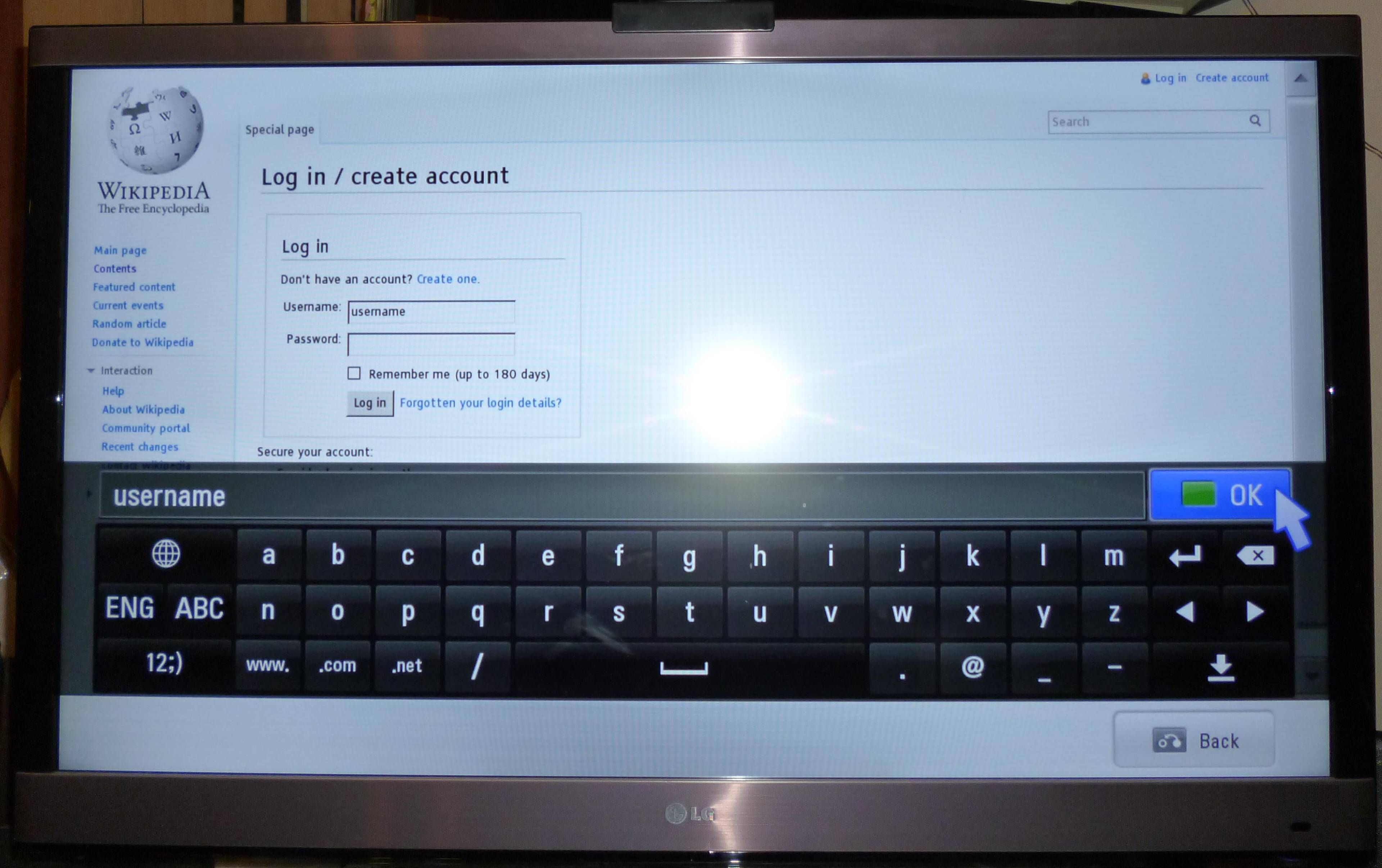
تلویزیون هوشمند LG مدل 42LW5700-TA که مرورگر وب را با صفحه کلید فعال روی صفحه نمایش می دهد. برخلاف تلویزیون های سنتی ، یک تلویزیون هوشمند بیننده را قادر می سازد تا با نمادها یا تصاویر روی صفحه تعامل کند.

تلویزیون هوشمند یکی از انواع لوازم خانگی هوشمند و  (انگلیسی: Smart TV) یک گیرنده تلویزیونی، با امکانات اینترنت و ویژگی‌های تعاملی وب ۲٫۰ است، که به کاربران اجازه اجرای محتوای فایل‌های صوتی و ویدیویی، مرور اینترنت و مشاهده عکس را می‌دهد. تلویزیون هوشمند در واقع یک فناوری همگرا از رایانه، تلویزیون و دستگاه گیرنده دیجیتال است و علاوه بر دریافت و پخش برنامه‌های ارسالی از رسانه‌ها و بنگاه‌های سخن‌پراکنی، پشتیبانی از تلویزیون‌های اینترنتی، رسانه‌های آنلاین، دسترسی به شبکه‌های خانگی، محتوای دیجیتال و ارائه خدمات ویدئوهای درخواستی سامانه‌های رسانه جاری را نیز فراهم می‌نماید.